# Пол Дули
Пол Ли Браун (енгл. Paul Lee Brown; рођен 22. фебруара 1928. у Паркерсбургу, Западна Вирџинија), познатији по сценском имену Пол Дули (енгл. Paul Dooley), амерички је позоришни, филмски, и ТВ глумац, писац и комичар.
Познат је по улогама у филмовима Четири мангупа (1979), Шеснаест свећа (1986), Попај (1980), Одбегла млада (1999), Несаница (2002), Лак за косу (2007) и другим филмовима Роберта Алтмана. Давао је глас нареднику у цртаним филмовима Аутомобили (2006) и Аутомобили 2 (2011).